# Bordj Sabat
Bordj Sabat là một đô thị thuộc tỉnh Guelma, Algérie. Dân số thời điểm năm 2002 là 10.079 người.